# HWA AG
| HWA AG                                       | HWA AG                 |
| -------------------------------------------- | ---------------------- |
| Osnovan                                      | 1999.                  |
| Osnivač                                      | Hans Werner Aufrecht   |
| Mjesto                                       | Affalterbach, Njemačka |
| Trenutna prvenstva                           |                        |
| FIA Formula 2 prvenstvo                      |                        |
| FIA Formula 3 prvenstvo                      |                        |
| Bivša prvenstva                              |                        |
| Deutsche Tourenwagen Masters (2000. − 2018.) |                        |
| FIA Formula E prvenstvo (2018. − 2019.)      |                        |

HWA AG je njemačka automobilistička momčad koju je osnovao Hans Werner Aufrecht 1999. Momčad se trenutno natječe u FIA Formula 2 prvenstvu i FIA Formula 3 prvenstvu. U prošlosti se momčad natjecala u FIA Formula E prvenstvu i u Deutsche Tourenwagen Masters prvenstvu, u kojem je osvojila osam vozačkih i jedanaest momčadskih naslova.

## Naslovi

### Vozački
| Deutsche Tourenwagen Masters | Deutsche Tourenwagen Masters |
| ---------------------------- | ---------------------------- |
| 2000.                        | Bernd Schneider              |
| 2001.                        | Bernd Schneider              |
| 2003.                        | Bernd Schneider              |
| 2005.                        | Gary Paffett                 |
| 2006.                        | Bernd Schneider              |
| 2010.                        | Paul di Resta                |
| 2015.                        | Pascal Wehrlein              |
| 2018.                        | Gary Paffett                 |

### Momčadski
| Prvenstvo                    | Sezone                                                |
| ---------------------------- | ----------------------------------------------------- |
| Deutsche Tourenwagen Masters | 2000. − 2003. 2005. − 2006. 2008. − 2010. 2015. 2018. |

## Vanjske poveznice
- hwaag.com.de - Official website